# Thann (Großkarolinenfeld)
Thann ist ein Ortsteil der Gemeinde Großkarolinenfeld im oberbayerischen Landkreis Rosenheim. 
Der Ort liegt nordwestlich des Kernortes Großkarolinenfeld an der RO 29. Durch den Ort fließt die Rott.

## Sehenswürdigkeiten

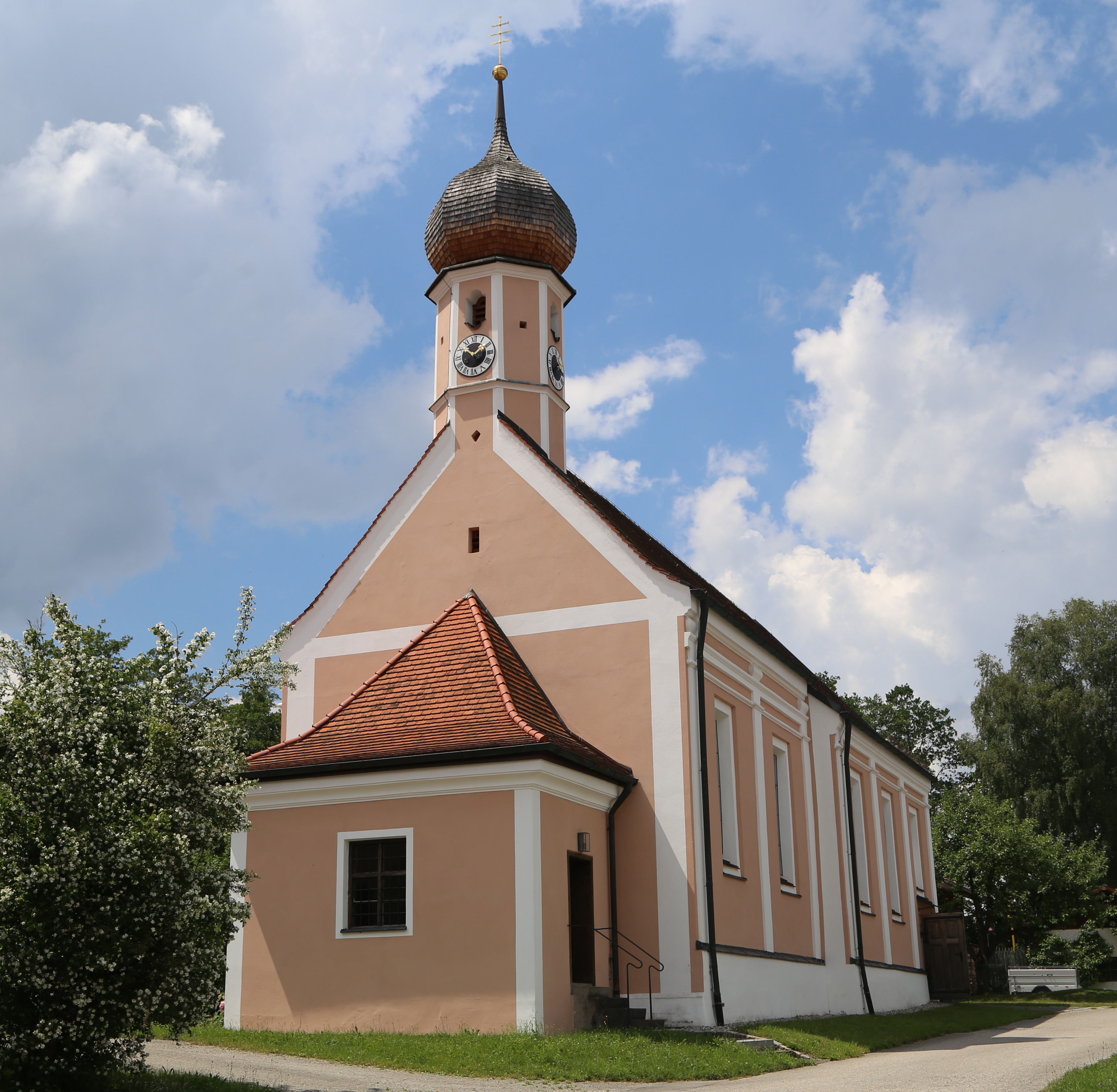
Heilig Kreuz

In der Liste der Baudenkmäler in Großkarolinenfeld ist für Thann ein Baudenkmal aufgeführt:
- Die katholische Filialkirche Heilig Kreuz ist ein Saalbau mit Dachreiter und Zwiebelturm. Der Chor war ehemals das Langhaus der ersten Wallfahrtskapelle. Das Langhaus stammt aus dem Jahr 1702.

## Bodendenkmäler
Siehe: Liste der Bodendenkmäler in Großkarolinenfeld